# Din plats på jorden
Din plats på jorden är en svensk dokumentärfilm från 2001 i regi av Stig Holmqvist.
Filmen är en uppföljning till den filmserie Holmqvist gjorde under 1970-talet och som handlade om sex unga tonåringar som levde på olika platser runt om i världen. I Din plats på jorden besöker han dem igen, 25 år senare. Filmen premiärvisades den 23 mars 2001 på Zita i Stockholm.